# تونی اطلس
تونی اطلس (انگلیسی: Tony Atlas؛ زادهٔ ۲۳ آوریل ۱۹۵۴) کشتی‌گیر کشتی حرفه‌ای اهل ایالات متحده آمریکا است.
وی همچنین برندهٔ جوایزی همچون تالار شهرت دبلیو دبلیو ای شده‌است.